# Слобозия-Хородиште
Слобозия-Хородиште, Слобозия-Городище (рум. Slobozia-Horodişte) — село в Резинском районе Молдавии. Наряду с селом Хородиште входит в состав коммуны Хородиште.

## География
Село расположено на высоте 155 метров над уровнем моря.

## Население
По данным переписи населения 2004 года, в селе Слобозия-Хородиште проживает 433 человека (218 мужчин, 215 женщин).
Этнический состав села:
| Национальность | Число жителей | Процентный состав |
| -------------- | ------------- | ----------------- |
| молдаване      | 429           | 99,08             |
| русские        | 2             | 0,46              |
| прочие         | 2             | 0,46              |
| Всего          | 433           | 100 %             |